# فردریک اچلز
فردریک اچلز (انگلیسی: Frederick Etchells؛ ۱۴ سپتامبر ۱۸۸۶ – ۱۶ اوت ۱۹۷۳) یک معمار، و نقاش اهل انگلستان بود.